# Cave (Misuri)
Cave es un pueblo ubicado en el condado de Lincoln en el estado estadounidense de Misuri. En el Censo de 2010 tenía una población de 5 habitantes y una densidad poblacional de 1,94 personas por km².

## Geografía
Cave se encuentra ubicado en las coordenadas 39°1′25″N 91°2′32″O / 39.02361, -91.04222. Según la Oficina del Censo de los Estados Unidos, Cave tiene una superficie total de 2.57 km², de la cual 2.49 km² corresponden a tierra firme y (3.32%) 0.09 km² es agua.

## Demografía
Según el censo de 2010, había 5 personas residiendo en Cave. La densidad de población era de 1,94 hab./km². De los 5 habitantes, Cave estaba compuesto por el 100% blancos, el 0% eran afroamericanos, el 0% eran amerindios, el 0% eran asiáticos, el 0% eran isleños del Pacífico, el 0% eran de otras razas y el 0% pertenecían a dos o más razas. Del total de la población el 0% eran hispanos o latinos de cualquier raza.